# Creacionismo (teología)

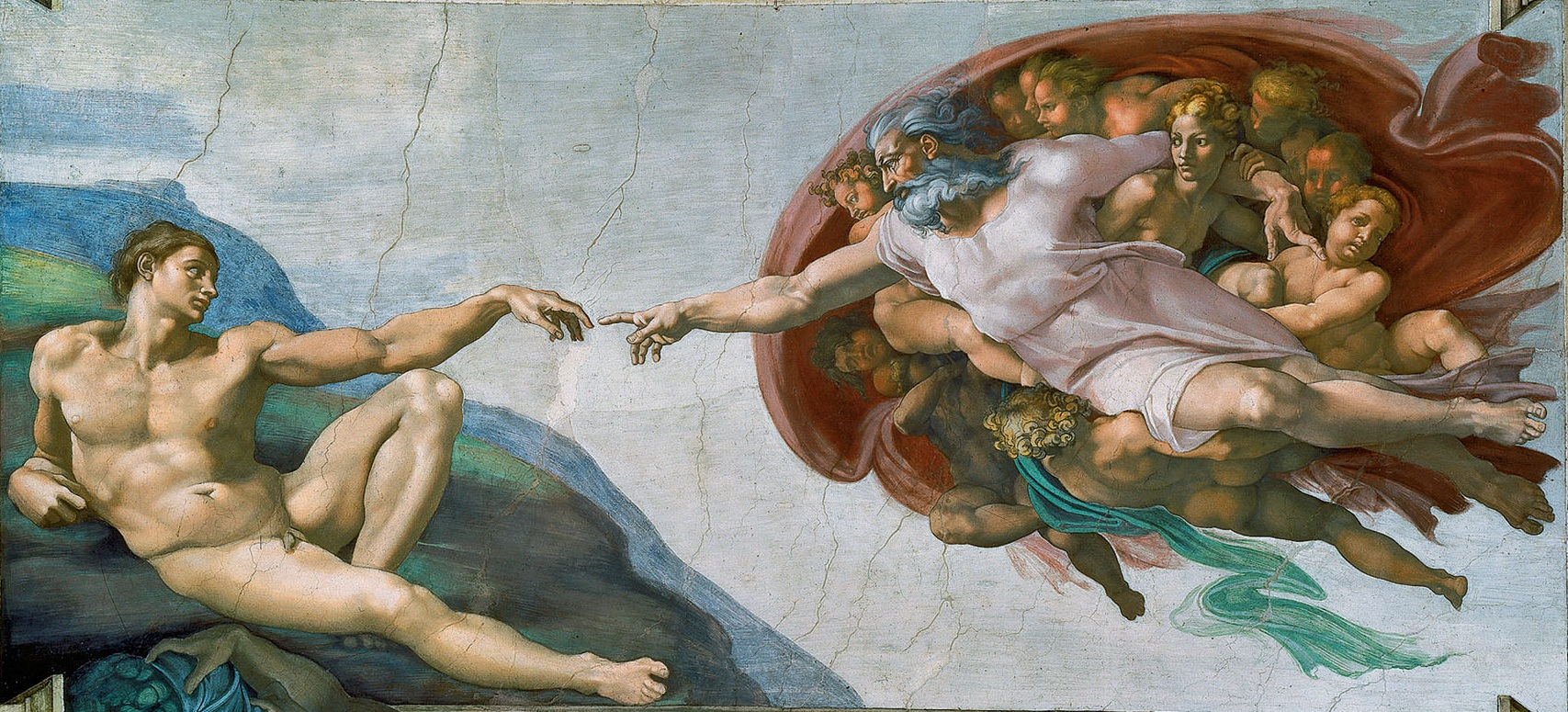
Creación de Adán

En teología, y en ocasiones también en filosofía, el creacionismo es el nombre que reciben las doctrinas que afirman la creación por parte de Dios, del mundo y todo lo existente a partir de la nada. Esta afirmación tiene su razón de ser en la tendencia a concebir a Dios como un ser más o menos análogo a los seres individuales y particularmente a los seres humanos. Esto podría atribuirle un papel simplemente "demiúrgico" esto es, una acción que se ejerce sobre una materia que se supone exterior a Él, lo que constituye el modo de acción propio de los seres individuales. En estas condiciones, era necesario, para salvaguardar la noción de unidad, y de infinitud divina, afirmar expresamente que "Dios ha hecho el mundo de la nada", es decir, de nada que le fuera exterior, suposición de lo cual tendría por efecto limitarle, dando origen a un dualismo radical.
En algunas ocasiones, el término se utiliza en un sentido más restringido: en cuanto a la creación del alma personal de cada ser humano, como resultado de un acto de creación, sea que se considere a esta en el momento de la concepción del cuerpo o previamente a su unión con él.
La concepción teológica de la "creación" es una  traducción apropiada de la concepción metafísica de la "manifestación universal"

## Creacionismo en las religiones
La idea de creación es judaica en su origen y ha pasado más tarde a formar parte del cristianismo y del islamismo. Se resume al comienzo de la Biblia, en el denominado Fiat Lux:

1 En el principio creó Dios los cielos y la tierra.
2 La tierra era caos y confusión y oscuridad por encima del abismo, y un viento de Dios aleteaba por encima de las aguas.
3 Dijo Dios: «Haya luz», y hubo luz.
Génesis 1:1-3

Teológicamente, el mundo es el efecto de la palabra divina pronunciada en el origen de los tiempos. En consecuencia, el mundo, la naturaleza o la creación, pueden comprenderse como un símbolo de la realidad sobrenatural. De igual manera, el comienzo del Evangelio de san Juan dice:

En el principio existía el Verbo y el Verbo estaba con Dios, y el verbo era Dios.
Juan 1:1

El Verbo o el Logos es a la vez pensamiento hacia adentro y palabra hacia afuera: en sí es el intelecto divino, que es el "lugar de los posibles". Para nosotros, se manifiesta y se expresa por la creación, en la que se realizan de hecho algunos de estos posibles que, en cuanto esencias, están contenidos en él desde la eternidad. La creación, que es obra del Verbo, es por lo mismo, su manifestación, su afirmación externa y, por ello, el mundo es como el lenguaje divino para los que saben comprenderlo.
Pero, ¿a partir de qué se crea? Según el principio de causalidad, no puede haber algo que proceda de la nada, o, en otros términos, no puede existir nada que carezca de principio. De la nada, nada surge; y a la nada, nada retorna. ¿Cómo se explica esto? Admitir la creación a partir de la nada sería un absurdo. No puede haber nada que carezca de principio, pero ¿cuál es este principio?, y, en realidad ¿no hay más que un Principio único de todas las cosas? Si se considera el Universo total, es evidente que contiene todas las cosas, puesto que todas las partes están contenidas en el Todo. Por otro lado, el Todo es necesariamente ilimitado, ya que, si tuviera un límite, lo que hubiera más allá de este límite no estaría comprendido por el Todo, siendo esta suposición completamente absurda. Lo que carece de límites puede ser llamado Infinito, y como lo contiene todo, es el principio de todas las cosas. Por otra parte el Infinito es necesariamente "uno", porque dos Infinitos se limitarían recíprocamente, de suerte que ninguno sería Infinito. Por lo tanto no hay más que un Principio único de todas las cosas, y este Principio es lo Perfecto, pues el Infinito solo puede ser tal si es lo perfecto. Así lo Perfecto es el Principio supremo, la causa primera, que contiene todas las cosas y las ha producido todas.
Al hablar de la Creación, surge la clásica pregunta formulada por San Agustín, "¿Qué estaba haciendo Dios (lo Eterno) antes de hacer el mundo?", pregunta cuya respuesta es, que puesto que el tiempo y el mundo se presuponen entre sí, y puesto que en los términos de la "creación" son "co-creados", la palabra "antes" en una pregunta tal no tiene ningún significado. De aquí que en la exégesis cristiana se argumente que in principio, no implica un "comienzo en el tiempo" sino un origen en el Primer Principio (véase Big bang).
El dogma de la Creación fue definido como tal, para el catolicismo,  en el IV Concilio de Letrán en 1215.
La Iglesia católica no se opone a la teoría de la evolución darwinista, considerando la evolución de las especies como el método creador de Dios para formar a sus criaturas. Por lo demás, esta teoría intenta explicar la variabilidad de las especies y no su origen.

## Doctrinas opuestas
Al entrar en contacto el cristianismo con la filosofía griega (a partir del siglo II), algunos encontraron semejanzas entre la idea de un Dios creador y la de un demiurgo organizador del mundo, extendida por la difusión del Timeo de Platón. Pero la similitud entre ambas doctrinas no era exacta, pues el demiurgo no era lo supremo en la doctrina platónica, sino que se trata de una creatura en subordinación a las formas preexistentes y que opera con la materia preexistente. Las formas preexistentes, a su vez, según Platón no eran creadas de la nada, sino que eran eternas. De este modo, los cristianos fueron rechazando esta asimilación de la idea de demiurgo, mientras definían su propia doctrina.
El creacionismo se opone al emanatismo, según el cual no hay un acto de creación voluntaria del mundo y sus seres, sino una necesaria emanación de seres como consecuencias que brotan de la plenitud de Dios, de modo inexorable e involuntario. Tal doctrina es extendida en el neoplatonismo. Plotino sostuvo esta teoría, que también se encuentra en algunos de sus seguidores.
El creacionismo es una doctrina drásticamente opuesta al panteísmo en cualquiera de sus variables, pero en especial al monismo, sea éste de tipo materialista o no-materialista.
También se opone, pero en su sentido más restringido (el de la creación del alma), al traducianismo, doctrina que postula que el alma de cada hombre resulta del acto de la concepción, lo mismo que su cuerpo, derivando del alma de uno de los progenitores o de ambos. El traducianismo fue sostenido levemente por algunas autoridades teológicas antes de que fuera definida la doctrina católica en este punto, pero la doctrina de la Iglesia católica es creacionista y así fue sostenido por autores de la patrística como san Jerónimo.